# NGC 7153
NGC 7153 is een spiraalvormig sterrenstelsel in het sterrenbeeld Zuidervis. Het hemelobject werd op 28 september 1834 ontdekt door de Britse astronoom John Herschel.

## Synoniemen
- ESO 466-16
- MCG -5-51-22
- PGC 67624